# Console suffetto
Console suffetto (in latino Consul suffectus) denota un caso speciale del consolato romano, vale a dire un console eletto nel corso dell'anno e quindi in carica solo per pochi mesi.

## Storia della carica
Nella Roma repubblicana, se un magistrato si dimetteva o moriva prima della fine del suo mandato, veniva sostituito da un suffectus (sufficere significa "rimpiazzare" in latino, cfr. suffectus in Lucretii locum M.Horatius Pulvillus in Livio, 2, 8, 4), che rimaneva in carica per il tempo rimanente. Al tempo della Repubblica romana, una tale situazione era eccezionale.
Questo cambiò quando il Consolato perse fondamentalmente la sua importanza come strumento per la conquista della guida dello stato. Dal momento che l'assunzione del consolato equivaleva alla cooptazione nel ceto dei nobili, la carica rimase molto popolare anche dopo la sua decadenza e la fine della res publica libera: per i senatori ciò che importava era non tanto diventare console, quanto essere un ex-console ("consolare") e gli imperatori sapevano come usare questo fatto a loro vantaggio.
Nel periodo imperiale consoli suffetti subentravano ai consoli ordinari dopo sei, quattro o due mesi di esercizio della carica, e questo portava ad avere in un solo anno più coppie di consoli. Quest'usanza divenne particolarmente frequente durante i primi anni dei regni di Domiziano (r. 81-96) e Traiano (r. 98-117).  Ma anche in altre occasioni, la maggior parte dei senatori che arrivarono al consolato poterono raggiungerlo solo grazie alla carica di Consul suffectus; esempi noti sono lo storico Tacito, lo scrittore Plinio il Giovane, il filosofo Seneca e il successivo imperatore Settimio Severo. Il "Consolato Ordinario", che iniziava il 1 gennaio di ogni anno, era sempre ancora la carica più prestigiosa. In linea di principio, tuttavia, tutti i consoli - tra cui i suffetti - acquisivano il titolo di "consolare" dopo la fine del loro mandato e potevano assumere posizioni consone a questo rango - come la prefettura o il governatorato nelle provincie senatoriali d'Asia o d'Africa.
Fino al tempo di Traiano anche il secondo e il terzo consolato suffetto davano diritto al titolo di consolare. Fino all'epoca dell'imperatore Settimio Severo (r. 193-211) i consoli suffetti nell'uso ufficiale erano ancora eponimi (ad esempio nei diplomi militari l'anno veniva datato col loro nome). Dall'inizio del terzo secolo, gli atti ufficiali vennero invece di nuovo datati solo secondo i due primi consoli, cioè quelli ordinari. Quando, qualche decennio dopo, il rango consolare non era più un requisito di ingresso per posti importanti, il Consolato Suffetto, non avendo più alcuna funzione, perse molta della sua reputazione, mentre il consolato ordinario poté mantenere il suo prestigio. Tuttavia Consules suffecti esistettero ancora nella tarda antichità.
Quei Consoli suffetti, i quali furono assegnati ad anni in carica chiaramente determinati, possono essere ricavati dall'elenco dei consoli romani.